# Neves (São Tomé e Príncipe)
Neves é uma cidade em São Tomé e Príncipe, sendo capital do distrito de Lembá. Tem uma população estimada em 7392 habitantes.  A cidade tem vindo a sofrer uma forte industrialização e é atravessada pelo Rio Provaz.

## Cidades vizinhas
- Guadalupe, nordeste
- Trindade, este
- Santana, sudeste
- Santa Catarina

## Transportes
Neves tem duas vias que a ligam a cidades vizinhas, uma segue para São João dos Angolares e outra para Trindade.

## Histórico da população
- 1991 (23 de junho, censo): 5919
- 2000 (16 de junho, censo): 6635
- 2005 (1 de janeiro, estimativa): 7392